# Гвиански долар
Вижте пояснителната страница за други значения на долар.
Гвианският долар (на английски: Guyanese dollar) е официалното разплащателно средство и парична единица в Гвиана. Дели се на 100 цента.

## Монети и банкноти

### Монети
Има монети от 1, 5 и 10 долара.

### Банкноти
Емитират се банкноти от 20, 50, 100, 500, 1000 и 5000 долара.